# Ashley Adams
Ashley Phillip Adams (12 de outubro de 1955 – 17 de março de 2015) foi um atleta paralímpico australiano que competia na modalidade tiro esportivo e, além disso, atuava como fazendeiro. Conquistou duas medalhas (prata, bronze) nos Jogos Paralímpicos de Verão de 2004 em Atenas.
Adams morreu em 17 de março de 2015, aos 59 anos, após um acidente de quadriciclo em sua fazenda.